# Monster Energy
Monster Energy — марка энергетических напитков, которая была создана компанией Hansen Natural Company (ныне Monster Beverage Corporation) в апреле 2002 года. По состоянию на март 2019 года Monster Energy занимал 35 % рынка энергетических напитков, второе место после Red Bull.
Monster Energy известна своим спонсорством и поддержкой экстремальных спортивных мероприятий.

## История

### В мире
В 1935 году Хьюберт Хансен с тремя сыновьями основал компанию Hansen. Основной деятельностью компании была продажа пастеризованных соков киностудиям. В 1970-х годах внук Хьюберта начал производство газированных напитков под маркой Hansen. В 1988 году компания была приобретена корпорацией CoPackers и переименована в Hansen Natural Company.
В 2002 году Hansen Natural представил энергетический напиток Monster Energy. Основным дистрибьютором напитка до 2008 года была американская пивоваренная компания Anheuser-Busch.
В 2008 году The Coca-Cola Company становится ключевым дистрибьютором энергетического напитка в Западной Европе, Канаде и нескольких штатах США.
С 2012 года компания носит название Monster Beverage Corporation (MBC).
В 2014 году Monster Energy занимает второе место в мире по объёму продаж среди «энергетиков» — 1,04 миллиарда литров, или 15,6 %.
В июне 2015 года компания Coca-Cola приобрела 17 % акций Monster Beverage. Согласно условиям сделки, Coca-Cola передала Monster активы по выпуску энергетических напитков, среди которых такие бренды как Burn, Mother , Play, Power Play, NOS и Full Throttle. Monster, в свою очередь, передал Coca-Cola часть бизнеса по производству неэнергетических напитков, в том числе — Hansen’s Natural Sodas, Peace Tea, Hubert’s Lemonade и Hansen’s Juice.

### В России
В 2011 году MBC зарегистрировал в России ООО «Монстер Энерджи Рус». Однако, в 2009 году товарный знак Monster Energy был зарегистрирован производителем напитков ООО ПК «Лидер». В 2013 году, не добившись регистрации бренда за собой, MBC приостановил запуск напитка.
Фактически Monster Energy и Black Monster Energy это один бренд, но в силу юридических проблем в России не было возможности зарегистрировать торговый знак Monster Energy и по документам это считается другим брендом.
В конце 2015 года напиток запустился в России под названием Black Monster. Производством и продажей напитка занялась компания Coca-Cola Hellenic. Основные напитки этого бренда производят в Венгрии. Исключения составляют энергетические напитки, которые не подлежат импорту.
По состоянию на 2022 год в России продавалось 7 вкусов Black Monster — Оригинальный (с ноября 2015 года по февраль 2023), The Doctor VR46 (с марта 2018 года по октябрь 2022 года), Energy Ultra (с марта 2019 года по март 2022 года), Mango Loco (с марта 2020 года по июль 2022 года), Ultra Sunrise (с апреля 2021 года по ноябрь 2022 года), Pipeline Punch (с марта по сентябрь 2022), Pacific Punch (с июля по декабрь 2022). С 2016 по 2020 год в России продавались вкусы Khaos и Assault.
По состоянию на 2023 год бренд ушёл из России, так как главный акционер Monster Beverage, The Coca-Cola Company ушёл из России.

## Логотип
Логотип был разработан калифорнийским брендинговым агентством McLean Design и представляет собой ярко-зелёную букву «М» на чёрном фоне, которая как будто «выцарапана» когтями монстра. Цвет буквы и фона может варьироваться в зависимости от вкуса.

## Маркетинговая политика
Monster Energy не размещает прямую рекламу, так как маркетинговый подход компании сосредоточен на спонсорстве спортивных и музыкальных мероприятий, а также спортсменов и команд из различных видов спорта, в том числе автоспорт (Формула-1, ралли, ралли-кросс, наскар, дрэг-рейсинг, дрифт и др.), мотоспорт (мотокросс, спидвей, шоссейно-кольцевые мотогонки, супербайк и др.), экшн-спорт (BMX, MTB, сноубординг, лыжный фристайл, скейтбординг, серфинг, и др.), а также единоборства, киберспорт, футбол и др.
Monster Energy рекламируется в основном через спонсорство спортивных мероприятий, в том числе: мотокросс, спидвей, футбол, автогонки, BMX, сноубординг, скейтбординг и киберспорт. В 2006 году Hansen Natural Corporation объявила о заключении дистрибьюторского соглашения с компанией Anheuser-Busch в США и Grupo Jumex в Мексике.

### Спонсорство
- Экшн-спорт

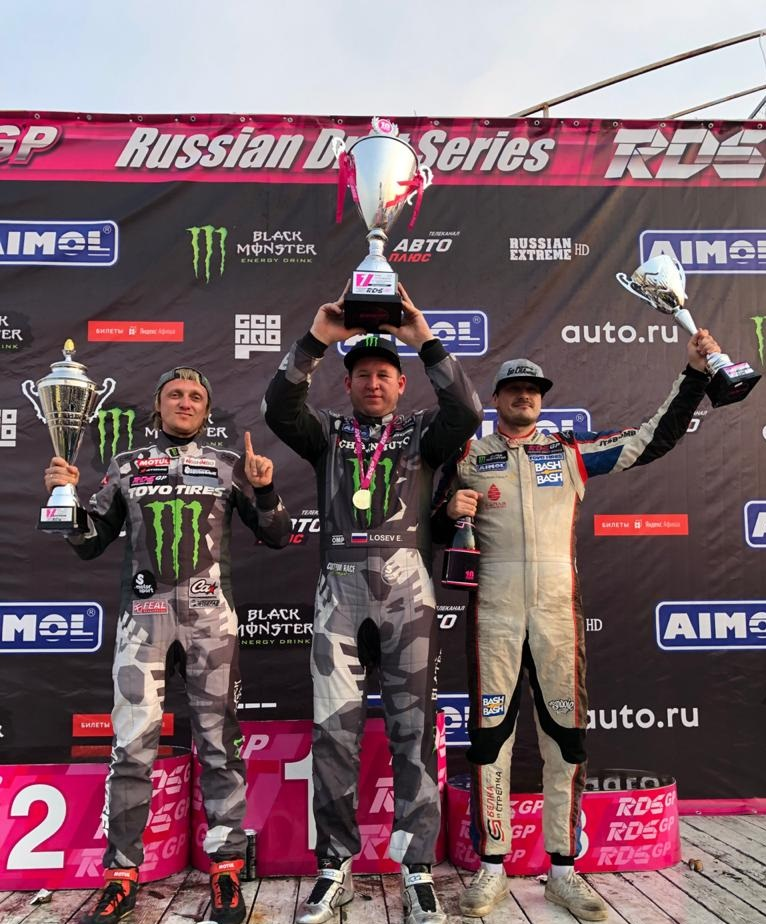
Команда Fail Crew на подиуме RDS GP в составе 2019—2020 (слева направо: Аркадий Цареградцев, Евгений Лосев, Иван Никулин)

Monster Energy поддерживает крупнейшие экшн-спорт мероприятия, такие как X Games, Masters of Dirt, DARKfest, Audi Nines, а также спортсменов — Найджу Хьюстона, Скотти Кранмера и др.
В России бренд спонсирует фестиваль экстремальных видов спорта «ПРОРЫВ», а также поддерживает таких спортсменов как Егор Кальдиков (чемпион России по скейтбордингу), братьев Максима и Игоря Беспалых (BMX) и Александра Никулина (BMX).
- Моторные виды спорта

Monster Energy поддерживает такие гоночные команды как Monster Energy Yamaha Factory, Monster Energy Kawasaki, Monster Energy Honda Team, а также таких спортсменов как: Валентино Росси, Кен Блок, 
Нани Рома, Петтер Сольберг, Оливер Сольбрег, Вон Гиттин-младший.
С 2009 года Monster Energy является спонсором таких чемпионатов как Speedway GP и Speedway of Nations, Чемпионат мира по мотокроссу MXGP, Чемпионат мира по ралли-кроссу FIA WRX , MotoGP.
В 2010 году Monster Energy становится спонсором команды Mercedes-AMG Petronas Motorsport (Формула-1), в том числе членов команды — Валттери Боттаса и Льюиса Хэмилтона.
В России Black Monster поддерживает российской дрифт серии RDS GP и команды Fail Crew, в состав которой в 2021 году входят Аркадий Цареградцев (серебряный призёр Интерконтинентального кубка мира по дрифту 2017), Сергей Кабаргин и Иван Никулин. В 2019 и 2020 годах команда становилась чемпионом RDS в командном зачете.
Также марка поддерживает многократного чемпиона России и мира по ледовому спидвею Дмитрия Колтакова и команду Legend Stunt Team.
- Единоборства

Monster Energy является официальным энергетическим напитком UFC, а также партнёром таких организаций как Bellator, KSW, Glory.
В январе 2018 года Monster Energy и UFC продлили своё глобальное партнёрство, согласно которому Monster является официальным энергетическим напитком и размещает свой логотип внутри октагона, а также на форме таких спортсменов как Конор Макгрегор, 
Макс Холлоуэй, Тайрон Вудли, 
Дэниел Кормье, Доминик Круc, Крис Вайдман, Роуз Намаюнас, Яир Родригес, Дональд Серроне, Хорхе Масвидаль, Йоанна Енджейчик.
В октябре 2018 года Monster Energy продлил спонсорский контракт с Конором Макгрегором.
- Киберспорт

Monster Energy является спонсором киберспортивных мероприятий и турниров, среди которых DreamHack, BEYOND THE SUMMIT, а также таких команд как 
Natus Vincere (Na’Vi), Evil Geniuses, Team Liquid, PSG.LGD. В России Black Monster спонсирует турнир по CS:GO и Dota 2 — EPICENTER.
- Музыка

Бренд поддерживает таких исполнителей и группы как — Fetty Wap, Игги Азалия, 21 Savage, Asking Alexandria, Anthrax, The Word Alive, Machine Gun Kelly, Suicidal Tendencies, Maximum the Hormone, Korn, Five Finger Death Punch, Papa Roach. В России Black Monster поддерживает группу Wildways.

## В популярной культуре
В 2014 году Кристин Вейк опубликовала на YouTube видео, в котором утверждает, что напиток Monster Energy связан с сатанизмом. Кристина указывает на логотип, в котором по её мнению зашифровано число «666», а также на шрифт, которым написано название напитка, в нём она также находит сатанинские символы. Видео на сегодняшний день набрало более 13 млн просмотров.
Изображение энергетического напитка также присутствует в популярном меме «30-летний бумер», который появился на англоязычном имиджборде 4chan и получил широкую известность в интернете. Мем представляет собой изображение мужчины с залысиной в тёмных очках с банкой энергетика в руках. Данный персонаж высмеивает миллениалов, пьёт энергетик Monster Energy Ultra, играет в Quake.
Энергетический напиток также присутствует в игре Death Stranding. Герой игры Сэм выпивает Monster Energy и восстанавливает выносливость. Стоимость акций напитка возросла после выхода игры на 5 процентов.

## Спорные моменты
«Monster Beverage Corporation» была раскритикована за свою политику подавать в суд за нарушение авторских прав на компании и группы, которые используют слово «Monster» или букву «M» в своём маркетинге. К 2019 году компания возбудила более тысячи подобных дел, среди которых иск сайту, посвящённому аквариумам MonsterFishKeepers.com, а также небольшой пивоварне Vermont, которая продавала пиво «Vermonster».
В августе 2012 года Beastie Boys подали в суд на компанию за нарушение авторских прав, за использование их музыки в онлайн-кампании Monster.
В октябре 2012 года родители 14-летней Lucio Fournier подали в суд на производителя после того, как их дочь умерла от «сердечной аритмии из-за кофеина», выпив две 710 мл банки энергетического напитка Monster Energy. Известно, что у Anais было диагностированное заболевание сердца, а также Синдром Элерса — Данлоса. Управление по санитарному надзору за качеством пищевых продуктов и медикаментов (FDA) не подтвердило связь между Monster Energy и смертельными случаями или другими проблемами со здоровьем.